# Joachim von Dürfeld

Wappen Joachim von Dürfeld 1659

Joachim von Dürfeld (* 14. Dezember 1616 in Halle (Saale); † 1694) war ein adliger kursächsischer Rittmeister und Oberstleutnant.

## Leben
Joachim von Dürfeld, auch Johann Joachim von Dürfeld war eines der 14 Kinder des Johann Heinrich Dürfeld, Ratsworthalter und Pfänner zu Halle, fürstlich-schwarzburgischer Rat und Lehnsverweser (* Jena; † 7. Oktober 1631 in Halle (Saale)) und seiner zweiten Ehefrau, der Barbara Wesener (* 26. Januar 1585 in Halle (Saale); † 7. Juli 1631 ebenda). Er war der Enkel von Christoph von Dürfeld (1525–1583), dem kaiserlichen Kammergerichtsassessor zu Speyer. 
Joachim verlor seinen Vater mit 15 Jahren, kam früh zur kursächsischen Kavallerie, wurde dort Rittmeister und anschließend Oberstleutnant.
Hans Christoph von Pantzschmann, der Besitzer des Ritterguts zu Mockritz und des Gutes Jeßnitz starb am 14. Juli 1637 ohne Nachkommen und der Rittmeister Joachim von Dürfeld wurde neuer Besitzer, der die Güter später seinem ältesten Sohn Georg Heinrich nach dessen Hochzeit vererbte.
Am 1. September 1659 erlangte Joachim von Dürfeld Reichsadels–und Wappenbestätigung und Bestätigung des von seinen Vorfahren geführten Adelstandes sowie am 3. März 1672 Hinzufügen des Ehrenwortes „von“.
1663 wurde Joachim von Dürfeld mit Mockritz belehnt. Er vereinigte es wieder mit Jeßnitz.

## Familie
Joachim von Dürfeld heiratete am 16. Januar 1653 Helena Katharina von Carlowitz (* 20. März 1621), Tochter des Hans Georg von Carlowitz zu Rabenstein. Ihre Kinder:
- Dorothea Helena von Dürfeld († 22. Oktober 1720 zu Pegau) ⚭ 9. Juni 1674 Heinrich von Bünau (28. November 1622 zu Friedeburg; † 4. Dezember 1699 zu Cannewitz), Sohn von Heinrich von Bünau auf Paaren und Anna Maria von Schleinitz, Witwer von Maria Elisabeth von Pantzschmann († 1672).[10] Sie hatten 7 Kinder.
- Georg Heinrich von Dürfeld († 1719[11]), Erbherr von Mockritz und Jeßnitz, Herr von Döschitz, Stiftsrat zu Wurzen, königlich polnischer und kursächsischer Landkammerrat und Oberaufseher der Meiseritz-Flöße ⚭ 1684 mit Anna Maria von der Gablenz († nach 1692)[3]. Ihre Kinder waren:[12]
  - Christian Wilhelm von Dürfeld (* 2. August 1685)
  - Joachim Heinrich von Dürfeld (* 30. Juli 1686)
  - Wolff Albrecht von Dürfeld (* 24. Januar 1688)
  - Johanne Magdalene von Dürfeld (* 8. März 1689; † 16. März 1750) ⚭ (I) Melchior Christoph von Schlotheim (* 1672), (II) 25. März 1702 Adolph Heinrich von Nostitz (* 7. März 1674; † 16. Dezember 1750), Sachsen-Merseburgischer Hofrat und Kreishauptmann zu Torgau.[13] Die zweite Ehe brachte acht Kinder.
  - Georg Heinrich jun. von Dürfeld (* 4. Juli 1690)
- Joachim Heinrich I. von Dürfeld, königlich polnischer und kursächsischer Rittmeister[14]
  - Joachim Heinrich II. von Dürfeld (* um 1695; † 4. Juni 1745 in Böhmisch Bunzlau), königlich polnischer und kursächsischer Generalleutnant und Inspektor der Kavallerie ⚭ 1721 Christina Agnes von Kötteritz (* 22. April 1701; † 28. Februar 1767), eine Tochter des Geheimen Rates Wolf Siegfried von Kötteritz (* 20. Oktober 1658; † 15. September 1720) und Magdalena von Zehmen.[10] Joachim erbte die Güter Mokritz, Jeßnitz und Döschitz von seinem Bruder nach dessen Tod. Sie hatten 7 Kinder.
  - Johann Wilhelm von Dürfeld (* um 1680), Oberster Hofkellner (Supremus Aulae Cellarius) ⚭ 11. September 1703 Maria Johanna von Knorr von Rosenroth († 16. Mai 1731 in Baden-Baden)
    - Clarissimus Dominus Franciscus Carolus von Dürfeld (7. Dezember 1703 in Baden–Baden) ⚭ 4. November 1727 in Baden-Baden mit Maria Theresia Vogel (6. September 1701 in Baden–Baden; † 8. Februar 1761 in Griesheim), Tochter des Joannis Stephanus Vogel und der Maria Elisabetha Stroh
      - Maria Anna Josepha Theresia (24. Juli 1728 in Griesheim)
      - Franciscus Ludovicus Joannes Nepomucenus (25. August 1730 in Griesheim)
      - Maria Elisabetha (1. November 1735 in Griesheim)
      - Maria Theresia Dorothea (6. Februar 1738 in Griesheim)
      - Joanna Francisca (23. Juni 1740 in Griesheim)
      - Maria Ludovica (8. Dezember 1745 in Griesheim)

    - Antonius Ignatius von Dürfeld (* 7. Oktober 1726 in Baden–Baden; † 1806), königlich kaiserlicher österreichischer Hofrat ⚭ Maria Elisabeth Edle von Mayer (1743–1829)
      - Franz Josef Adam Ignaz von Dürfeld  (* 15. März 1766 in Wien; † 24. Februar 1812 ebenda), königlich kaiserlicher österreichischer wirklicher Hofrat ⚭ (I) am 29. April 1794 in Wien mit Maria Theresia (* 11. Februar 1769 in Wien; † 21. Juni 1795 ebenda) und (II) am 20. November 1796 mit Maria Aloisia Franziska Edle von Wildburg (* Oktober 1770).

## Wappen
Wappen (1659): Blau eine braune, freischwebende Bärentatze mit 7 goldenen Kornähren. Kleinod: gekrönt, die Bärentatze mit den Kornähren wachsend. Decken: blau und gold.